# Юхновский, Игорь Рафаилович
И́горь Рафаи́лович Юхно́вский (укр. Ігор Рафаïлович Юхновський; 1 сентября 1925, Княгинино, Волынское воеводство — 26 марта 2024, Львов) — советский и украинский политический и общественный деятель, учёный-физик, физик-теоретик. Советник президиума НАН Украины, академик АН УССР (1982). Доктор физико-математических наук, профессор. Почётный директор Института физики конденсированных систем НАН Украины. 
Народный депутат Верховной Рады Украины первых четырёх созывов. В 1992—1993 годах первый вице-премьер-министр Украины в правительстве Кучмы.
Герой Украины (2005). Известен как инициатор референдума за независимость Украины.

## Биография
Родился в селе Княгинин Волынского воеводства Польши (теперь Ровненская область Украины). Отец — Рафаил Автономович (1898—1982), мать — Анна Фортунатовна (1905—1982). Во время немецкой оккупации жил в городе Кременец, где в тамошней гимназии начал учиться ещё при польской власти. С повторным (после советизации 1939 года) возвращением советских войск в 1944-м добровольно мобилизовался (вспоминал: «Мы так возненавидели немцев, что когда пришли советские войска в 44-м году, я сразу пошёл добровольцем»); воевал как сапёр (минёр) в составе 201 батальона резерва главного командования СА войск 1-го Украинского фронта. Окончание войны встретил в Австрии (согл. др. источнику — в польском городке Каменц, согласно собственным словам — в Германии).
Вернувшись на родину, поступил во Львовский университет, где учился с 1946 и по 1951 год, окончил оный по специальности физика. В 1951—1954 годах аспирант там же, где в последний указанный год защитил кандидатскую диссертацию по теме «Бинарная функция разделения для систем взаимодействующих частиц». Член КПСС с 1957.
Докторская диссертация — «Статистическая теория равновесных систем заряженных частиц» (Киевский университет им. Т. Шевченко, 1965).
Автор порядка 500 научных работ, из них — 7 монографий, изданных на Украине и за рубежом.
С 1969 года заведовал Львовским отделением Института теоретической физики Академии наук УССР. В 1990 году стал директором Института физики конденсированных систем АН УССР.
Делегат 19-й конференции КПСС. 30 марта 1990 года избран 59,07 % голосов (при 6 претендентах) депутатом Верховной рады Украины от Лычаковского (№ 263) избирательного округа. 15 мая 1990 года возглавил первую в украинской истории оппозиционную фракцию — «Народную раду». 4 июня того же года Игорь Юхновский проиграл Владимиру Ивашко выборы главы Верховной рады. Будучи выдвинут коллективами львовского комбината стройматериалов треста «Агростройиндустрия», торгово-экономического института, областной детской клинической больницы и полиграфического техникума, участвовал 1 декабря 1991 года в президентских выборах. За него проголосовали 554 719 человек (1,74 %). В 1992 году Игорь Юхновский сначала стал государственным советником по вопросам науки и техники, а потом первым вице-премьером (до 1993).
Ещё в середине 80-х годов, когда Юхновский более тесно привлекался к общественно-политической деятельности, он, как организатор Львовской региональной организации «Мемориал» сделал многое для реабилитации жертв сталинских и брежневских репрессий, для открытия и приданию огласке преступлений НКВД. После того, как он стал депутатом, начался новый этап его государственно-политической деятельности. Он приложил немало усилий для того, чтобы была разработана и принята Декларация о государственном суверенитете Украины и Акт о независимости Украины, также был одним из инициаторов и авторов закона об экономической самостоятельности Украины.
6 марта 1992 года президентом Украины Леонидом Кравчуком была создана предтеча современного Секретариата президента — Государственная дума Украины. Этот институт, просуществовавший до 27 октября 1992 года, тоже возглавлял Игорь Юхновский.
27 марта 1994 года опять избран 60,41 % голосов депутатом Верховной Рады Украины от Лычаковского (№ 263) избирательного округа. Впоследствии Игорь Юхновский вступил в НРУ и на парламентских выборах 29 марта 1998 выступал в списке НРУ под номером 15.
На парламентских выборах 31 марта 2002 года выступал по списку блока партий «Наша Украина» под номером 69 и в четвёртый раз стал депутатом ВР. 23 ноября 2004 был инициатором принесения присяги Виктором Ющенко на старинной Острожской Библии в зале Верховной рады. 23 августа 2005 года Игорю Юхновскому было присуждено звание Героя Украины.
В Верховной раде IV созыва Игорь Юхновский вышел из НРУ и стал членом ПППУ. По результатам парламентских выборов 26 марта 2006 года в парламент не прошёл.
27 июля и 3 августа 2006 года Игорь Юхновский принимал участие в круглом столе по поводу Универсала национального единства. С мая 2006 по июнь 2010 года был директором созданного 31 мая 2006 года Украинского института национальной памяти. В августе — сентябре 2007 был членом назначенной президентом Украины рабочей группы по разработке поправок к действующей конституции. Кроме того, И. Юхновский являлся доктором физико-математических наук, главой Всеукраинского объединения ветеранов Второй мировой войны (при этом он выступал за примирение воинов РККА и УПА).
Скончался 26 марта 2024 года на 99-м году жизни во Львове. Похоронен на Лычаковском кладбище в семейном склепе.

### Семья
- Жена — Нина Васильевна (1927—2018)[15].
- Дети — дочь Наталья (род. 1952) и сын Пётр (род. 1957).
- Внуки[8].

## Награды и отличия
- Герой Украины (с вручением ордена Державы, 23.08.2005 — за выдающийся личный вклад в национальное возрождение и построение независимого Украинского государства, многолетнюю плодотворную общественную и политическую деятельность, весомые научные достижения).
- Орден Свободы (2016)[16].
- Полный кавалер украинского ордена За заслуги, орденов князя Ярослава Мудрого V (08.2001), IV (01.2009) и III (08.2020) степеней; награждён советскими орденами Знак Почёта, Трудового Красного Знамени, Отечественной войны 1 степени; медалью им. Макаренко.
- Почётная грамота Верховного Совета Украины.
- Почётный гражданин Львова.